# District de Quardu Gboni
Le district de Quardu Gboni (également Quardu Bondi, Quardu Gbondi) est un district administratif du comté de Lofa au Liberia. En 2008, il comptait 18 785 habitants.
Un différend frontalier qui dure depuis 80 ans entre les districts de Quardu Gboni et de Voinjama, concernant des terres proches des villages de Sarmodu et Selega, a abouti à l'imposition d'un moratoire sur ces terres fin 2018. Le différend a finalement été réglé en 2020, la frontière entre les districts étant le ruisseau Daziza.
Le quartier est majoritairement Mandingue (99 %) qui sont tous musulmans Maliki[réf. nécessaire]. Selon le rapport LISGIS 2008, la région s'étend sur un peu plus de 33 000 hectares de terres avec plus de trente établissements humains. Barkedu est la plus grande ville du district[réf. nécessaire].

## Résidents notables
- Edward Kesselly (en), homme politique fondateur du Parti de l'unité
- G. V. Kromah, chef de la résistance pendant la première guerre civile libérienne